# Själevads IK
Själevads IK ist ein schwedischer Sportverein aus Själevad, einem Vorort von Örnsköldsvik. Der Verein ist vor allem für seine Frauenfußballmannschaft bekannt, die zwei Spielzeiten in der Damallsvenskan antrat.

## Geschichte
Själevads IK gründete sich im Mai 1923, in den folgenden Jahren etablierten sich beim Klub Eishockey-, Bandy sowie Fußballmannschaften. Zudem entstanden Abteilungen für Orientierungslauf und Skisport.
Während im Fußball die Männermannschaft bis dato nicht über den lokalen Ligabereich hinauskam, spielte die Frauenmannschaft überregional. Am Ende der Spielzeit 2003 gelang ihr erstmals der Aufstieg in die Erstklassigkeit. In der Erstliga-Spielzeit 2004 spielte sie gegen den Abstieg, konnte sich aber vor Bälinge IF und Stattena IF auf dem letzten Nichtabstiegsplatz halten. In der folgenden Spielzeit gelangen dem Klub nur drei Saisonsiege. Daher stieg er als Tabellenletzter mit 13 Punkten in die Zweitklassigkeit ab. Auch hier spielte der Absteiger im hinteren Ligabereich und verpasste den Klassenerhalt. In den folgenden Jahren kämpfte die Mannschaft um den Wiederaufstieg, der mehrmals nur knapp verpasst wurde.
In der Saison 2012 wird die Mannschaft in der Div II Norra Norrland spielen, der dritthöchsten Spielklasse für Frauenfußball in Schweden. 